# Västerviks IK 2023/2024
Säsongen 2023/24 var den 53:e säsongen i Västerviks Ishockeyklubbs existens och deras 8:e säsong i Hockeyallsvenskan, den näst högsta divisionen i svensk ishockey.

## Bakgrund
Västervik hade säsongen före (2022/23) förlorat kvalserien mot Tingsryds AIF med 4–2 i matcher och var därmed tänkt klara för spel i Hockeyettan 2023/24. Endast två veckor efter att VIK åkt ur Hockeyallsvenskan begärde seriekonkurrenten Vita Hästen sig i konkurs då klubben under en längre period haft problem med sin ekonomin. Enligt uppgifter låg Vita Hästen 6,8 miljoner kr back och var minst tvungna att få in 2,5 miljoner kr för att klara elitlicensen. Vita Hästens konkurs gjorde att Västervik enligt Svenska ishockeyförbundets tävlingsbestämmelser rankas som högsta lag och erbjöds att få tillbaka sin plats ligan.

## Försäsong
Västervik hade inför säsongen värvat 16 spelare och förlängt med sju spelare från föregående säsong. Exempelvis värvade man tillbaka den nyligen NHL-draftade Alex Ciernik, som var på lån hos klubben säsongen innan. Klubben värvade även Phil Marinaccio som vann poängligan i Danmarks högsta liga, Superisligaen.
Västervik startade igång säsongen med att möta nykomlingarna i Hockeyallsvenskan, Nybro Vikings, i ett dubbelmöte. Västervik vann de två relativt jämna matcherna med 3–0 och 3–2. Laget möte därefter rivalen Vimmerby Hockey i ett dubbelmöte där Västervik vann båda matcherna med 3–2 och 5–2.
Matcher
|       | 16 augusti 2023 | Västerviks IK                     | 3–0             | Nybro Vikings   | Tjusthallen        |                    |
| 19:00 | 19:00           | (2–0, 0–0, 1–0)                   | (2–0, 0–0, 1–0) | (2–0, 0–0, 1–0) | Västervik, Småland | Västervik, Småland |
| 19:00 | 19:00           |                                   |                 |                 | Västervik, Småland | Västervik, Småland |
| 19:00 | 19:00           | Edwardsson (04:40) McGrew (06:29) | Period 1        | Inga mål        | Västervik, Småland | Västervik, Småland |
| 19:00 | 19:00           | Inga mål                          | Period 2        | Inga mål        | Västervik, Småland | Västervik, Småland |
| 19:00 | 19:00           | Čiernik (01:11)                   | Period 3        | Inga mål        | Västervik, Småland | Västervik, Småland |
| 19:00 | 19:00           |                                   |                 |                 | Västervik, Småland | Västervik, Småland |

|       | 22 augusti 2023 | Nybro Vikings     | 2–3             | Västerviks IK                         | Liljas Arena               |                            |
| 19:00 | 19:00           | (1–2, 1–0, 0–1)   | (1–2, 1–0, 0–1) | (1–2, 1–0, 0–1)                       | Nybro, Småland Publik: 811 | Nybro, Småland Publik: 811 |
| 19:00 | 19:00           |                   |                 |                                       | Nybro, Småland Publik: 811 | Nybro, Småland Publik: 811 |
| 19:00 | 19:00           | Karlsson (15:44)  | Period 1        | Karabáček (06:53) Gabrielsson (07:54) | Nybro, Småland Publik: 811 | Nybro, Småland Publik: 811 |
| 19:00 | 19:00           | Liuksiala (16:05) | Period 2        | Inga mål                              | Nybro, Småland Publik: 811 | Nybro, Småland Publik: 811 |
| 19:00 | 19:00           | Inga mål          | Period 3        | Anton Svensson (00:53)                | Nybro, Småland Publik: 811 | Nybro, Småland Publik: 811 |
| 19:00 | 19:00           |                   |                 |                                       | Nybro, Småland Publik: 811 | Nybro, Småland Publik: 811 |

|       | 25 augusti 2023 | Västerviks IK                      | 3–2             | Vimmerby HC                | Tjusthallen        |                    |
| 18:00 | 18:00           | (2–0, 0–2, 1–0)                    | (2–0, 0–2, 1–0) | (2–0, 0–2, 1–0)            | Västervik, Småland | Västervik, Småland |
| 18:00 | 18:00           |                                    |                 |                            | Västervik, Småland | Västervik, Småland |
| 18:00 | 18:00           | Carlsson (04:20) Jacobsson (09:27) | Period 1        | Inga mål                   | Västervik, Småland | Västervik, Småland |
| 18:00 | 18:00           | Inga mål                           | Period 2        | Pärna (03:22) Dahl (15:55) | Västervik, Småland | Västervik, Småland |
| 18:00 | 18:00           | Jacobsson (16:06)                  | Period 3        | Inga mål                   | Västervik, Småland | Västervik, Småland |
| 18:00 | 18:00           |                                    |                 |                            | Västervik, Småland | Västervik, Småland |

|       | 31 augusti 2023 | Vimmerby HC                  | 3–5             | Västerviks IK                                 | Vimmerby Ishall               |                               |
| 19:00 | 19:00           | (1–3, 0–2, 2–0)              | (1–3, 0–2, 2–0) | (1–3, 0–2, 2–0)                               | Vimmerby, Småland Publik: 612 | Vimmerby, Småland Publik: 612 |
| 19:00 | 19:00           |                              |                 |                                               | Vimmerby, Småland Publik: 612 | Vimmerby, Småland Publik: 612 |
| 19:00 | 19:00           | Peterson (09:11)             | Period 1        | Öhman (10:55) Salqvist (14:29) McGrew (17:41) | Vimmerby, Småland Publik: 612 | Vimmerby, Småland Publik: 612 |
| 19:00 | 19:00           | Inga mål                     | Period 2        | Edwardsson (02:07) Neuabauer (19:20)          | Vimmerby, Småland Publik: 612 | Vimmerby, Småland Publik: 612 |
| 19:00 | 19:00           | Levin (07:21) Åström (19:24) | Period 3        | Inga mål                                      | Vimmerby, Småland Publik: 612 | Vimmerby, Småland Publik: 612 |
| 19:00 | 19:00           |                              |                 |                                               | Vimmerby, Småland Publik: 612 | Vimmerby, Småland Publik: 612 |

## Hockeyallsvenskan
| Nr | Lag               | S  | V  | ÖV | ÖF | F  | GM  | IM  | MS  | P   |
| -- | ----------------- | -- | -- | -- | -- | -- | --- | --- | --- | --- |
| 1  | Brynäs IF (N)     | 52 | 33 | 5  | 3  | 11 | 199 | 127 | +72 | 112 |
| 2  | Södertälje SK     | 52 | 28 | 3  | 5  | 16 | 170 | 129 | +41 | 95  |
| 3  | AIK               | 52 | 25 | 7  | 6  | 14 | 166 | 134 | +32 | 95  |
| 4  | Djurgårdens IF    | 52 | 25 | 6  | 6  | 15 | 159 | 136 | +23 | 93  |
| 5  | Mora IK           | 52 | 24 | 8  | 3  | 17 | 152 | 126 | +26 | 91  |
| 6  | IF Björklöven     | 52 | 21 | 8  | 6  | 17 | 170 | 139 | +31 | 85  |
| 7  | BIK Karlskoga     | 52 | 21 | 6  | 5  | 20 | 155 | 147 | +8  | 80  |
| 8  | Nybro Vikings (U) | 52 | 20 | 7  | 3  | 22 | 154 | 157 | −3  | 77  |
| 9  | Almtuna IS        | 52 | 18 | 8  | 6  | 20 | 128 | 155 | −27 | 76  |
| 10 | Kalmar HC (U)     | 52 | 19 | 6  | 5  | 22 | 151 | 169 | −18 | 74  |
| 11 | Västerås IK       | 52 | 17 | 4  | 5  | 26 | 154 | 177 | −23 | 64  |
| 12 | Tingsryds AIF     | 52 | 14 | 4  | 12 | 22 | 121 | 160 | −39 | 62  |
| 13 | Östersunds IK     | 52 | 12 | 4  | 6  | 30 | 123 | 163 | −40 | 50  |
| 14 | Västerviks IK     | 52 | 9  | 2  | 7  | 34 | 109 | 192 | −83 | 38  |

## Transaktioner
| Nyförvärv till VIK | Nyförvärv till VIK        | Nyförvärv till VIK |
| ------------------ | ------------------------- | ------------------ |
| Spelare            | Tidigare klubb            | Kontrakterad       |
| Gustav Salmi Lilja | HC Dalen                  | 1 år               |
| Anton Björkman     | Vita Hästen               | 1 år               |
| Henrik Neubauer    | EK Zell am See            | 1 år               |
| Jake McGrew        | AIK                       | 1 år               |
| Alex Čiernik       | Södertälje SK             | 1 år               |
| Anton Svensson     | Västerås IK               | 1 år               |
| Robin Carlsson     | Kristianstads IK          | 1 år               |
| Quinton Howden     | Grenoble                  | 1 år               |
| Phil Marinaccio    | Herning Blue Fox          | 1 år               |
| Václav Karabáček   | České Budějovice          | 1 år               |
| Arvid Henriksson   | Lake Superior State Univ. | 1 år               |
| Emil Zetterquist   | St. Lawrence Univ.        | 1 år               |
| Alex Cotton        | IPK                       | 1 år               |
| Victor Öhman       | Vita Hästen               | 1 år               |
| Theo Jacobsson     | MoDo                      | Lån                |
| Elias Sjöström     | Linköpings HC             | Lån                |

| Förlänger med VIK      | Förlänger med VIK |
| ---------------------- | ----------------- |
| Spelare                | Kontrakterad      |
| Carl-Henrik Edwardsson | 1 år              |
| Mattias Wigley         | 1 år              |
| Hugo Gabrielsson       | 1 år              |
| Edvin Olofsson         | 1 år              |
| Macoy Erkamps          | 1 år              |
| Anton Schagerberg      | 1 år              |
| Isak Salqvist          | 1 år              |

| Lämnar VIK         | Lämnar VIK     |
| ------------------ | -------------- |
| Spelare            | Nytt lag       |
| Emil Kruse         | IK Oskarshamn  |
| Cole Ully          | Cardiff Devils |
| William Wiå        | Södertälje SK  |
| Ludwig Stenlund    | Kalmar HC      |
| Anton Öhman        | Östersunds IK  |
| Max Krogdahl       | Östersunds IK  |
| Grayson Pawlenchuk | EC Bad Nauheim |

| Lämnar VIK under säsongen | Lämnar VIK under säsongen | Lämnar VIK under säsongen |
| ------------------------- | ------------------------- | ------------------------- |
| Spelare                   | Nytt lag                  | Datum                     |